# Головоломка Цуранга
Головоло́мка Цура́нга (англ. The Tsuranga Conundrum) — пятая серия одиннадцатого сезона британского научно-фантастического сериала «Доктор Кто». Сценарист серии — исполнительный продюсер сериала Крис Чибнелл. Режиссёр — Дженнифер Перротт. Премьера серии состоялась 4 ноября 2018 года.
В этой серии Тринадцатый Доктор (Джоди Уиттакер) и её спутники Грэм О'Брайен (Брэдли Уолш), Райан Синклер (Тосин Коул) и Ясмин Хан (Мандип Гилл) попадают на медицинский корабль, так как получают травмы, однако оказываются на борту вместе с опасным существом, которое угрожает кораблю и всем его пассажирам. В серии снимались Бретт Голдстин, Луис Чимимба, Сюзанн Пэкер, Бен Бэйли-Смит, Дэвид Шилдс и Джек Шаллу.

## Сюжет
Роясь на планете-свалке, Доктор, Грэм, Ясмин и Райан попадают под взрыв звуковой мины. Они пробуждаются на борту «Цуранги», автоматизированного корабля, направляющегося на медицинскую космическую станцию. Исследуя корабль, Доктор встречает других пациентов — титулованного генерала Еву Цицерон, её брата Дуркаса, андроида Евы Ронана и беременного мужчину Йосса. Получив доступ к системам корабля, Доктор вместе с главным медиком Астосом замечает что-то приближающееся к кораблю. Они узнают, что это инопланетное существо, которое вредит системам корабля, в частности спасательным капсулам. Астос оказывается взаперти одной из них и погибает, когда та выбрасывается в космос и взрывается.
При помощи Мабли, коллеги Астоса, Доктор узнаёт, что это создание — птинг, который ест неорганические материалы и классифицируется как крайне опасное существо. Она выясняет, что корабль будет детонирован удалённо, если космическая станция обнаружит агрессора на борту. Пока Ясмин и Ронан защищают источник энергии корабля от птинга, Райан и Грэм помогают Мабли с родами Йосса. Тем временем Доктор, Ева и Дуркас пытаются получить ручное управление кораблём. В это время Доктор узнаёт, что у Евы серьёзное сердечное заболевание, которое может погубить её, если она войдёт в контакт с кораблём. Несмотря на это, Ева жертвует собой, чтобы спасти всех на борту, после чего её место занимает Дуркас.
Доктор вдруг устанавливает, что птинга привлёк источник энергии корабля, который является для него пищей. Учитывая это, она возвращается к нему, так как именно там должна находиться встроенная бомба. Доктор скармливает её птингу, давая предостаточно энергии, и выбрасывает его обратно в космос. Дуркас доставляет Цурангу в безопасности на станцию, пока Райан и Грэм помогают Йоссу при родах. Перед тем как отправиться на телепорте к ТАРДИС, Доктор присоединяется к Мабли и пациентам, чтобы почтить память Евы за её отвагу и помощь в их спасении.

## Производство

### Подготовка
Существо птинг было придумано и названо сценаристом Тимом Прайсом, который работал на ранней стадии развития сезона. Чибнелл рассказал, что команда полюбила «прекрасное и необычное имя для пришельца».

### Кастинг
После премьеры первой серии сезона «Женщина, которая упала на Землю» было подтверждено, что в сезоне появятся Бретт Голдстин, Луич Чимимба и Бен Бэйли-Смит. Они сыграли Астоса, Мабли и Дуркаса Цицерона соответственно. В серии также приняли участие актёры Сюзанн Пэкер в роли Евы Цицерон, Дэвид Шилдс в роли Ронана и Джек Шаллу в роли Йосса Инкла.

### Съёмка
Для съёмки этой и седьмой серии сезона «Керблам!» в Великобританию приехала австралийский режиссёр Дженнифер Перротт.

## Показ
За один вечер серию посмотрело 6,12 миллионов зрителей. Это второй результат вечера и шестой за всю неделю среди программ со всех каналов. Доля зрителей серии составила 29,5 %. Серия получила индекс оценки, равный 79 (из 100).

## Критика
Серия получила смешанные отзывы от критиков. На сайте Rotten Tomatoes она получила одобрение 88 % на основе 17 отзывов при среднем рейтинге 6,0 из 10. Было дано следующее заключение: «Истинные цвета всплывают на поверхность, когда команда разбирается с трудными чувствами, обретённой уверенностью и надвигающимся хаосом».